# シント＝ニクラース (ベルギー)
シント＝ニクラース（蘭: Sint-Niklaas [ˌsɪnt nɪˈklaːs] ( 音声ファイル)、仏: Saint-Nicolas）は、ベルギー・フランデレン地域オースト＝フランデレン州に位置する基礎自治体。自治体は、シティのシント＝ニクラースの他に、タウンであるベルセレ (Belsele) 、ニーウケルケン＝ワース (Nieuwkerken-Waas) 、シナーイ (Sinaai) を含む。ベルギー最大のマーケット広場を持つことで知られている。かつて、ヨーロッパで最大のクリスマスツリーや、最大のイースターエッグもこの広場にあった。

## 姉妹都市
- フランス コルマール
- イタリア ルッカ
- イギリス アビンドン＝オン＝テムズ
- ドイツ ショーンガウ
- オランダ ホルクム
- チェコ ターボル
- スロベニア クルシュコ

## 出身人物
- トーマス・デ・ヘント - 自転車競技選手
- ヤン・フェルトンゲン - サッカー選手